# Lijst van onroerend erfgoed in Mendonk
Een overzicht van het onroerend erfgoed in Mendonk. Het onroerend erfgoed maakt deel uit van het cultureel erfgoed in België.
| Object                                           | Erfgoedstatus? | Bouwjaar of architect    | Deelgemeente | Adres               | Coördinaten                  | Nummer? | Afbeelding                                       |
| ------------------------------------------------ | -------------- | ------------------------ | ------------ | ------------------- | ---------------------------- | ------- | ------------------------------------------------ |
| Parochiekerk Sint-Bavo                           |                |                          | Mendonk      | Mendonkdorp         | 51° 8' 50" NB, 3° 49' 17" OL | 26626   | Parochiekerk Sint-Bavo                           |
| Hoevegebouwen                                    |                |                          | Mendonk      | Mendonkdorp 1       | 51° 8' 54" NB, 3° 49' 40" OL | 26627   | Hoevegebouwen                                    |
| Herberg In 't Veer                               |                |                          | Mendonk      | Mendonkdorp 26      | 51° 8' 51" NB, 3° 49' 23" OL | 26628   | Herberg In 't Veer                               |
| Schoolgebouw ontworpen door E. de Perre-Montigny |                | Edmond de Perre-Montigny | Mendonk      | Mendonkdorp 32      | 51° 8' 51" NB, 3° 49' 21" OL | 26629   | Schoolgebouw ontworpen door E. de Perre-Montigny |
| Pastorie, dubbelhuis                             |                |                          | Mendonk      | Mendonkdorp 56      | 51° 8' 47" NB, 3° 49' 11" OL | 26630   | Pastorie, dubbelhuis                             |
| Hoevecomplex, Grote Hofstede of Groothof         |                |                          | Mendonk      | Oostdonkstraat 5    | 51° 8' 59" NB, 3° 50' 16" OL | 26631   | Hoevecomplex, Grote Hofstede of Groothof         |
| Kapel van de Heilige Bavo, bedevaartkapel        |                |                          | Mendonk      | Spanjeveerstraat    | 51° 8' 39" NB, 3° 48' 40" OL | 26632   | Kapel van de Heilige Bavo, bedevaartkapel        |
| Landhuis, oud hoevecomplex                       |                |                          | Mendonk      | Spanjeveerstraat 9  | 51° 8' 30" NB, 3° 48' 35" OL | 26633   | Landhuis, oud hoevecomplex                       |
| Schandpaal                                       | Monument       |                          | Mendonk      | Mendonkdorp t.o. 42 | 51° 8' 49" NB, 3° 49' 18" OL | 301155  | Schandpaal                                       |

Gent sensu stricto, alfabetisch op straatnaam: A · B · Bu · C · D · E · F · G · H · I · J · K · Ka · Ko · L · M · N · O · P · Q · R · S · Sint · T · UV · W · XYZ

Overige deelgemeenten: Afsnee · Drongen · Desteldonk · Gentbrugge · Ledeberg · Mariakerke · Mendonk · Oostakker · Sint-Amandsberg · Sint-Denijs-Westrem · Sint-Kruis-Winkel · Wondelgem · Zwijnaarde

Lijst van onroerend erfgoed in Oost-Vlaanderen